# Thành Ninh Đại quân
Thành Ninh Đại quân (chữ Hán: 誠寧大君; Hanja: 성녕대군; 3 tháng 8, 1405 - 11 tháng 3, 1418) là đích tứ tử, vương nam của Triều Tiên Thái Tông, tên Lý Trọng (李褈), bản quán Toàn Châu (全州).

## Cuộc sống
Mẹ là Nguyên Kính Vương hậu Mẫn thị. Được sinh ra khi Thái Tông đã tuổi 39, nên rất được thương yêu và lớn lên với sự sủng ái đặc biệt của Thái Tông. Thái Tông năm thứ 11(1411), sách phong Thành Ninh quân (誠寧君), Thái Tông năm thứ 14 (1414), tấn phong Thành Ninh Đại quân (誠寧大君). Thái Tông năm thứ 18 (1418), Đại quân qua đời ở tuổi thứ 14 vì mắc bệnh sởi. Phu nhân là con gái của Thành Nghinh (成抑).

## Gia quyến
- Tổ phụ: Triều Tiên Thái Tổ
- Thân phụ: Triều Tiên Thái Tông
- Thân mẫu: Nguyên Kính Vương hậu Mẫn thị
- Phu nhân: Tam Hàn Quốc Đại phu nhân (三韓國大夫人) Xương Ninh Thành thị (昌寧成氏; ? - ?) - con gái của Phán nguyên sự (判院事) Thành Nghinh (成抑).

## Trong văn hóa đại chúng
- 《Nước mắt của rồng》(KBS, 1996 - 1998, diễn viên: Heo Jeong-min)
- 《Thế Tông Đại vương》(KBS, 2008, diễn viên: Baek Seung-do, Ju Yeong-min)